# リリアン・ハーヴェイ
リリアン・ハーヴェイ（Lilian Harvey, 生名: Lilian Helen Muriel Pape, 1906年1月19日 - 1968年7月27日）は、イギリス生まれのドイツ人女優・歌手。「会議は踊る」のクリステル役などで知られる。

## 生い立ち
リリアンは、ロンドン北部（現在のハーリンゲイ区）のホーンジー (en)南側、ハイゲート (en) 東側に位置するクラウチ・エンド (en) で生まれた。母はイギリス人、父はドイツ人のビジネスマンであった。第一次世界大戦勃発の頃、彼らはドイツのマクデブルクで生活しており、イギリスに戻ることが不可能になった。それで、リリアンは叔母の住むスイスのゾロトゥルン州ゾロトゥルンで生活することになった。
1923年に学校を卒業後はダンススクールに通ったり、ベルリン国立歌劇場のボイススクールに通ったりして、キャリアの第一歩を踏み出すことになる。

### 甘い顔の美少女
1924年、リリアンはロベルト・ラント監督の「Der Fluch」という作品でユダヤ人の少女ルートの役を与えられる。その後、彼女はたくさんのサイレント映画に抜擢された。1925年、「Leidenschaft」で主役の座を得る。
歌手としての訓練を積んだが故に、リリアンは1930年代初頭のトーキー映画創成期の際でも、女優として成功を収めることができた。ヴィリー・フリッチとの最初の共演作品は、1926年の「Die keusche Susanne」であった。2人は、恋愛ストーリーの「Liebeswalzer」で一躍1930年代初頭のドイツ映画界における「夢のカップル」となった。彼らは計11作品で共演、リリアンはメディアから「the sweetest girl in the world」の称号が与えられた。
1931年、リリアンは「Der Kongreß tanzt（日本語題：会議は踊る）」に出演。彼女が劇中で歌った「Das gibt's nur einmal（日本語題：唯一度だけ、または命かけて唯一度）」は日本でもヒット。その後、この作品は英語版・仏語版も作られ、リリアンの名はドイツ国外でも知られるようになった。ハリウッドにも招かれ4作品に出演したが、ドイツ時代のような成功を収めたとは言い難かった。
結局、彼女は「George White's 1935 Scandals（日本語題：乾杯の唄）」を降板。アリス・フェイが代役を務めた。そのアリスは一躍人気スターに躍り出た、といった経緯がある。

## ナチス政権からの亡命
1935年、リリアンはドイツに戻る。しかし、ユダヤ人の仲間と接触を持っていたために、彼女はゲシュタポの監視下に置かれた。にもかかわらず、彼女は映画会社ウーファの下で「Glückskinder（日本語題：幸運児）」（1936年）、 「Sieben Ohrfeigen（日本語題：七つ擲る）」、「Fanny Eisler（日本語題：舞姫記）」（1937年）、「Capriccio（日本語題：カプリチオ）」（1938年）、「Frau am Steuer」（1939年）などの作品に出演し、成功を収めた。 
またリリアンは、振付師Jens Keithのスイスへの亡命を手助けした。これにより、彼女はゲシュタポの尋問を受けることになる。その後、ドイツを脱出することを決意した。一つの理由として、不動産の財産権の消失がある。これは、ナチスに接収されたものだった。リリアンは、南フランスコート・ダジュールアンティーブのジュアン・レ・パン (fr) に居を構えた。1940年、そこで、「Serenade」と「Miquette」という2本の映画に出演。南フランスでの活動の後、彼女は再びハリウッドに活路を見出す。フランス軍に従軍する役を演じたため、1943年、ナチス政府は彼女のドイツ市民権を剥奪した。

## 第二次大戦後
第二次世界大戦後、リリアンはパリに戻る。その後数年間は、スカンジナビアやエジプトを旅行する傍ら、歌手として活動した。そして1949年、ドイツに戻り舞台に立つ。1953年、デンマークの芸能プロダクション社長、Hartvig Valeur-Larsenと結婚するも1957年に離婚した。
そして1968年7月27日に南仏アンティーブのジュアン・レ・パンで肝不全のため死去。ジュアン・レ・パンに近いアンティーブのRobiac Cemeteryに埋葬された。 

## 出演作品
- 1924 –Der Fluch –Ruth
- 1924 –Die Motorbraut –Lee Perry's Double in Switzerland
- 1925 –Leidenschaft –Die Liebschaften der Hella von Gilsa
- 1925 –Liebe und Trompetenblasen –Komtesse Maria Charlotte
- 1925 –Die Kleine vom Bummel –Die 'Kleine'
- 1926 –Prinzessin Trulala –Prinzessin Trulala
- 1926 –Die keusche Susanne –Jacqueline
- 1926 –Vater werden ist nicht schwer –Harriet
- 1927 –Die tolle Lola –Tänzerin Tilly Schneider aka Lola Cornero
- 1927 –Eheferien –Hella
- 1927 –Du sollst nicht stehlen –
- 1928 –Eine Nacht in London –Aline Morland
- 1928 –Ihr dunkler Punkt –Lilian von Trucks/Yvette
- 1929 –Rund um die Liebe –
- 1929 –Adieu Mascotte –Mascotte
- 1929 –Wenn Du einmal Dein Herz verschenkst –
- 1930 –Liebeswalzer –Princess Eva
- 1930 –The Love Waltz –Princess Eva
- 1930 –Hokuspokus –Kitty Kellermann
- 1930 –The Temporary Widow –Kitty Kellerman
- 1930 –Die Drei von der Tankstelle（日本語題：ガソリンボーイ三人組）    –Lilian Cossmann
- 1930 –Le Chemin du paradis –Liliane Bourcart（『ガソリンボーイ三人組』フランス語版）
- 1930 –Einbrecher –Reneé
- 1931 –Princesse, à vos ordres –La princesse Marie-Christine（『女王様御命令』フランス語版）
- 1931 –Nie wieder Liebe （日本語題：女人禁制） –Gladys O'Halloran
- 1931 –Calais-Douvres –Gladys O'Halloran （『女人禁制』フランス語版）
- 1931 –Der Kongreß tanzt（日本語題：会議は踊る） –Christel Weinzinger, Gloves-seller
- 1931 –Le congrès s'amuse –Christine "Christel" Weizinger（『会議は踊る』フランス語版）
- 1931 –Congress Dances –Christel（『会議は踊る』英語版）
- 1932 –Herzen und ein Schlag （日本語題：踊る奥様） –Jenny
- 1932 –La fille et le garçon –Jenny Berger/Ria bella（『踊る奥様』フランス語版）
- 1932 – Quick –German –Eva
- 1932 –Quick –French –Christine Dawson
- 1932 –Ein blonder Traum （日本語題：ブロンドの夢） –Jou-Jou
- 1932 –Un rêve blond –Joujou（『ブロンドの夢』フランス語版）
- 1932 –Happy Ever After –Jou-Jou（『ブロンドの夢』英語版）
- 1933 –Ich und die Kaiserin （日本語題：私と女王様） –Juliette
- 1933 –Moi et l'Impératrice –Juliette（『私と女王様』フランス語版）
- 1933 –The Only Girl –Juliette（『私と女王様』英語版）
- 1933 –My Lips Betray （日本語題：裏切る唇） –Lili Wieler
- 1933 –My Weakness （日本語題：妾の弱点） –Looloo Blake
- 1933 –I Am Suzanne （日本語題：生ける人形） –Suzanne
- 1935 –Let's Live Tonight （日本語題：今宵も楽しく） –Kay Routledge aka Carlotta
- 1935 –Invitation to the Waltz –Jenny Peachey
- 1935 –Schwarze Rosen （日本語題：白鳥の舞） –Tania Fedorovna
- 1935 –Roses noires –Tatiana（『白鳥の舞』フランス語版）
- 1935 –Black Roses –Tania Fedorovna（『白鳥の舞』英語版）
- 1936 –Glückskinder –Ann Garden & Jackson's Niece
- 1936 –Les gais lurons –Ann Garden
- 1937 –Sieben Ohrfeigen （日本語題：七つ擲る） –Daisy Terbanks –Astor's Daughter
- 1937 –Fanny Elßler （日本語題：舞姫記） –Fanny Elßler
- 1938 –Capriccio （日本語題：カプリチオ） –Madelone aka Don Juan
- 1939 –Castelli in aria –Annie Wagner detta 'Mimì'
- 1939 –Frau am Steuer –Maria Kelemen
- 1940 –Sérénade –Margaret Brenton
- 1940 –Miquette –Miquette Grandier